# Centauresse
 (mai 2021).
Si vous disposez d'ouvrages ou d'articles de référence ou si vous connaissez des sites web de qualité traitant du thème abordé ici, merci de compléter l'article en donnant les références utiles à sa vérifiabilité et en les liant à la section « Notes et références ».

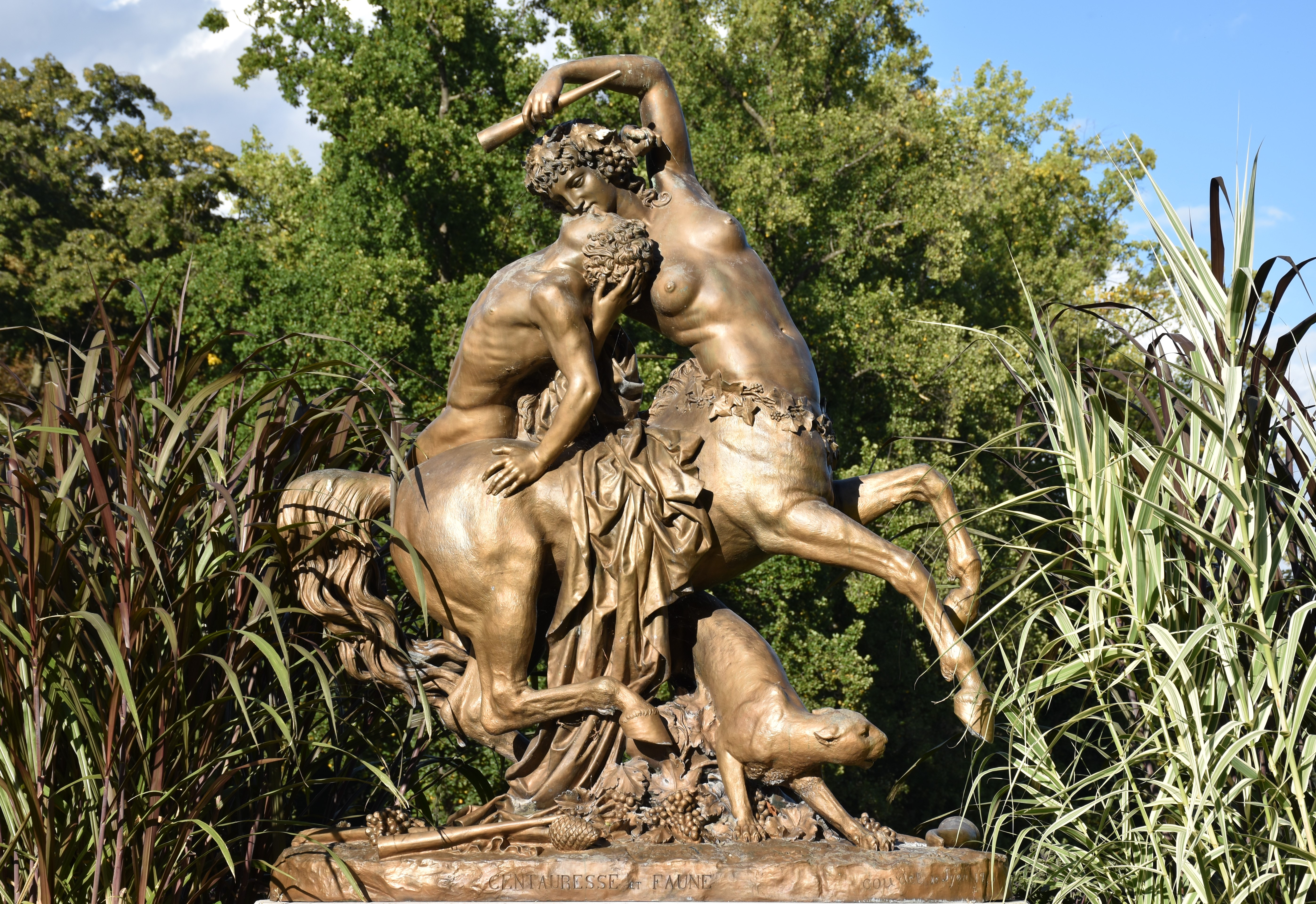
Augustin Courtet, Centauresse et faune (1849), Lyon, parc de la Tête d'or.

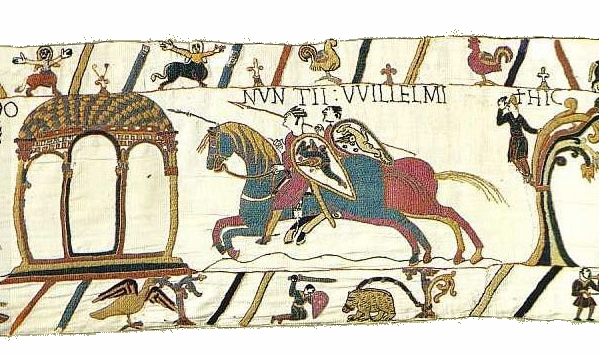
La bordure supérieure de la scène 10 de la tapisserie de Bayeux représente deux centauresses. Leurs cheveux blonds et longs, avec les bras largement écartés, sont l'attribut conventionnel des prostituées dans l'imagerie du Moyen Âge.

Les centauresses ou centaurides (grec ancien : κενταυρίδες, kentaurides) sont des centaures femelles.
Les centauresses apparaissent dans la mythologie grecque comme membres de la tribu des centaures. Elles sont occasionnellement mentionnées dans les sources écrites mais apparaissent plus fréquemment dans l'art grec et la mosaïque romaine. La centauresse la plus mentionnée dans la littérature est Hylonomé, femme du centaure Cyllare.